# Mikael Dyrestam
Mikael Dyrestam (Växjö, Suecia, 10 de diciembre de 1991) es un futbolista guineano que juega en la posición de defensa para el Örgryte IS y para la selección de fútbol de Guinea.

## Clubes
| Club                     | País           | Año       |
| ------------------------ | -------------- | --------- |
| IFK Göteborg             | Suecia         | 2009-2013 |
| Aalesunds FK             | Noruega        | 2014-2015 |
| NEC Nimega               | Países Bajos   | 2016-2017 |
| Kalmar FF                | Suecia         | 2017-2018 |
| Xanthi Athlitikos Omilos | Grecia         | 2019-2020 |
| Sarpsborg 08 FF          | Noruega        | 2020-2021 |
| R. F. C. Seraing         | Bélgica        | 2022      |
| Al-Adalah Club           | Arabia Saudita | 2022-2023 |
| Najran S. C.             | Arabia Saudita | 2023      |
| Volos F. C.              | Grecia         | 2023-2024 |
| Örgryte IS               | Suecia         | 2024-     |

## Palmarés

### Títulos nacionales
| Título         | Club         | País   | Año  |
| -------------- | ------------ | ------ | ---- |
| Copa de Suecia | IFK Göteborg | Suecia | 2013 |